# Vólkhov
|  | Aquest article tracta sobre la ciutat. Vegeu-ne altres significats a «Vólkhov (desambiguació)». |

Vólkhov (en rus Волхов) és una ciutat industrial a l'Óblast de Leningrad (Rússia), situada a 122 km a l'est de Sant Petersburg, al riu Vólkhov. Població: 46.100 hab. (estimació del 2005), 45.596 hab. segons el cens del 2002.

## Història
La ciutat sorgí durant la industrialització, a la primera part del segle xx. Vora el poble de Zvanka s'hi va construir un magatzem de trens, així com una estació del ferrocarril que connectava Sant Petersburg i Vólogda. S'executà una segona línia ferroviària al nord de l'estació, en direcció a Múrmansk, el 1916, la qual cosa va convertir l'estació en un nus ferroviari important. El 1918, començava la construcció de la planta hidroelèctrica de Vólkhov, la primera de la Unió Soviètica). El 1926 la central elèctrica començava a funcionar, i el 1932 es construïa, ben a prop, la primera planta d'alumini soviètica. El 27 de desembre de 1933, els nuclis de població que donaven servei a l'estació, a la presa i a la planta d'alumini es fusionaren amb uns quants pobles adjacents per formar la ciutat de Volkhovstroi. El 1940 la ciutat fou rebatejada amb el seu nom actual. Durant la Segona Guerra Mundial, el 1941 l'avanç alemany va ser aturat per l'exèrcit roig i el riu Vólkhov va separar les posicions soviètica i alemanya mentre la ciutat era un cap de batalla, sense que fos mai ocupada pels alemanys fins a la seva retirada el 1944.
Stàraia Làdoga, que de vegades és mencionada com la primera capital de Rússia, es localitza a 6 km al nord de la ciutat, al llarg del riu Vólkhov.

## Ciutats agermanades
Vólkhov està agermanada amb les següents ciutats:
- Mosjøen (Noruega)
- Vefsn (Noruega)
- Järvenpää (Finlàndia)
- Grovskinka (Belarús)
- Sundsvall (Suècia)